# Charlie Tyra
Charles E. Tyra (Louisville, Kentucky, 13 de agosto de 1935- ibídem, 29 de diciembre de 2006) fue un jugador de baloncesto estadounidense que disputó 5 temporadas en la NBA. Medía 2,03 metros de altura, y jugaba indistintamente en las posiciones de alero y pívot.

## Trayectoria deportiva

### Universidad
Jugó durante cuatro temporadas con los Cardinals de la Universidad de Louisville, a los que llevó a la consecución del National Invitation Tournament en 1956. fue el primer jugador de Louisville nombrado All-American y el primero en anotar más de 1000 puntos y capturar más de 1000 rebotes entre los Cardinals. en el total de su trayectoria colegial promedió 18,2 puntos y 17,0 rebotes por partido. Su camiseta con el número 8 es una de las cuatro únicas retiradas por Louisville.

### Profesional
Fue elegido en la segunda posición del Draft de la NBA de 1957 por Detroit Pistons, pero a pesar de ello, firmó por New York Knicks, donde jugó durante 4 temporadas, casi siempre como suplente, pero aportando una buena cifra de puntos y rebotes. En la temporada 1961-62 fue traspasado a los Chicago Packers, donde jugaría su último año como profesional.
En sus cinco años de carrera promedió 8,9 puntos y 7,4 rebotes por partido.

## Fallecimiento
Tyra falleció a los 71 años de edad en el Hospital Franciscan Health Care Center de Louisville, a causa de unos problemas cardíacos diagnosticados dos años antes.